# Manuel Urrutia Lleó

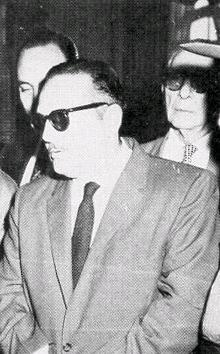
Manuel Urrutia Lleó

Manuel Urrutia Lleó (Yaguajay, 8 december 1901 – New York, 5 juli 1981) was interim-president van de Republiek Cuba in 1959. Later dat jaar werd hij door Fidel Castro ontheven uit zijn functie op beschuldiging van verraad, en vervangen door Osvaldo Dorticós Torrado, die Castro als betrouwbaarder beschouwde.
Na zijn ontslag zocht Urrutia aanvankelijk politiek asiel in de ambassade van Venezuela. Daarna week hij uit naar New York, waar hij als hoogleraar werkzaam was.